# Hérault
Hérault ou Erau em sua forma aportuguesada é um departamento da França localizado na região Occitânia. Sua capital é a cidade de Montpellier.
Hérault é um dos 83 departamentos originais criados durante a Revolução Francesa em 4 de março de 1790 e tem o número 34. O departamento foi criado a partir da antiga província de Languedoc.